# Флавони

Молекулярна структура флавонового остова з числами

Флавони (від латинського flavus «жовтий») — це клас флавоноїдів, заснований на основі 2-фенілхромен-4-ону (2-феніл-1- бензопіран -4-ону) (як показано на першому зображенні).
Флавони поширені в харчових продуктах, головним чином у спеціях, а також у деяких жовтих або оранжевих фруктах і овочах. Поширені флавони включають апігенін (4',5,7-тригідроксифлавон), лютеолін (3',4',5,7-тетрагідроксифлавон), тангеритин (4',5,6,7,8-пентаметоксифлавон), хризин (5, 7-дигідроксифлавон) і 6-гідроксифлавон.

## Взаємодія з ліками
Флавони можуть впливати на активність CYP (P450) ферментів, які метаболізують більшість ліків в організмі.

## Біосинтез

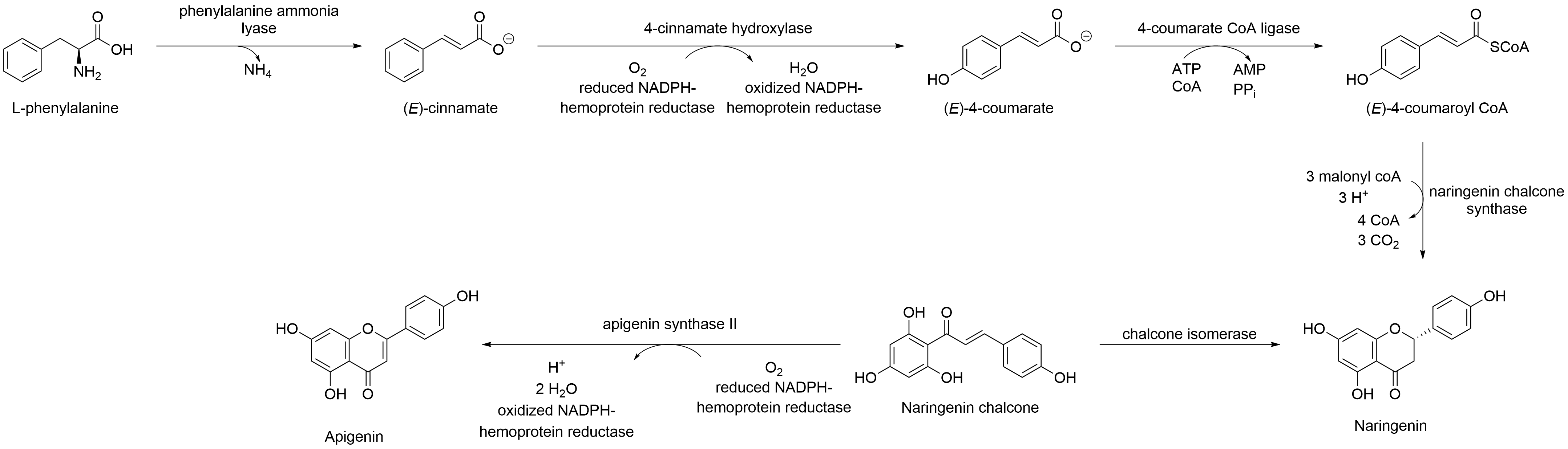
Синтез апігеніну для зображення загального біосинтезу флавону.

Біосинтез флавонів відбувається за допомогою фенілпропаноїдного шляху, який використовує L-фенілаланін як вихідну точку. Фенілаланін-аміачна ліаза сприяє дезамінуванню L-фенілаланіну до (E)-циннамату, який потім окислюється циннамат-4-гідроксилазою з утворенням п-кумарової кислоти. Коензим А приєднується до карбоксилату за допомогою лігази 4-кумарат-КоА, утворюючи (кумароїл-КоА). Потім халконсинтаза сприяє серії реакцій конденсації в присутності 3- малоніл-КоА, що закінчується конденсацією Клайзена з утворенням кільця, утворюючи халкон (показано халкон нарінгеніну), який згодом ізомеризується халконізомеразою з утворенням флаванону (показаний нарингенін). Саме в цей момент флаванон може зазнавати подальших модифікацій (таких як глікозилювання або метилювання) в різних точках скелета. Наступні модифіковані флаванони потім перетворюються у флавони за допомогою флавонсинтази, яка генерує подвійний зв’язок між С-2 і С-3 положення (показано синтез апігеніну).

## Органічна хімія
В органічній хімії існує кілька методів синтезу флавонів:
- Реакція Аллана-Робінсона
- Синтез Ауерса
- Перегрупування Бейкера–Венкатарамана
- Реакція Алгара-Флінна-Оямади

Іншим методом є дегідратаційна циклізація певних 1,3-діарилдикетонів.

### Перегрупування Весселі–Мозера
Перегрупування Весселі-Мозера (1930) була важливим інструментом у з'ясуванні структури флавоноїдів. Він передбачає перетворення 5,7,8-триметоксифлавону в 5,6,7-тригідроксифлавон при гідролізі метоксигруп до фенольних груп. Він також має синтетичний потенціал, наприклад:
Ця реакція перегрупування проходить у кілька етапів: A розкриття кільця до дикетону, B обертання зв’язку з утворенням сприятливої ацетилацетоноподібної взаємодії фенілкетону та C гідроліз двох метоксигруп і закриття кільця.

## Поширені флавони
| Назва              | Структура | R3    | R5    | R6    | R7    | R8    | R2'   | R3'   | R4'   | R5'   | R6' |
| ------------------ | --------- | ----- | ----- | ----- | ----- | ----- | ----- | ----- | ----- | ----- | --- |
| Флавонова основа   |           | –     | –     | –     | –     | –     | –     | –     | –     | –     | –   |
| Примулетин         | –         | –OH   | –     | –     | –     | –     | –     | –     | –     | –     |     |
| Хризин             | –         | –OH   | –     | –OH   | –     | –     | –     | –     | –     | –     |     |
| Тектохризин        | –         | –OH   | –     | –OCH3 | –     | –     | –     | –     | –     | –     |     |
| Приметин           | –         | –OH   | –     | –     | –OH   | –     | –     | –     | –     | –     |     |
| Апігенін           | –         | –OH   | –     | –OH   | –     | –     | –     | –OH   | –     | –     |     |
| Акацетин           | –         | –OH   | –     | –OH   | –     | –     | –     | –OCH3 | –     | –     |     |
| Генкванін          | –         | –OH   | –     | –OCH3 | –     | –     | –     | –OH   | –     | –     |     |
| Ехоїдин            | –         | –OH   | –     | –OCH3 | –     | –OH   | –     | –     | –     | –     |     |
| Байкалеїн          | –         | –OH   | –OH   | –OH   | –     | –     | –     | –     | –     | –     |     |
| Ороксилін А        | –         | –OH   | –OCH3 | –OH   | –     | –     | –     | –     | –     | –     |     |
| Неглетеїн          | –         | –OH   | –OH   | –OCH3 | –     | –     | –     | –     | –     | –     |     |
| Норвогонін         | –         | –OH   | –     | –OH   | –OH   | –     | –     | –     | –     | –     |     |
| Вогонін            | –         | –OH   | –     | –OH   | –OCH3 | –     | –     | –     | –     | –     |     |
| Ліквіритигенін     | –         | –     | –     | –OH   | –     | –     | –     | –OH   | –     | –     |     |
| Нарінгенін         | –         | –OH   | –     | –OH   | –     | –     | –     | –OH   | –     | –     |     |
| Геральдон          | –         | –     | –     | –OH   | –     | –     | –OCH3 | –OH   | –     | –     |     |
| Титонін            | –         | –     | –     | –OCH3 | –     | –     | –OH   | –OCH3 | –     | –     |     |
| Лютеолін           | –         | –OH   | –     | –OH   | –     | –     | –OH   | –OH   | –     | –     |     |
| 6-гідроксилютеолін | –         | –OH   | –OH   | –OH   | –     | –     | –OH   | –OH   | –     | –     |     |
| Хризоеріол         | –         | –OH   | –     | –OH   | –     | –     | –OCH3 | –OH   | –     | –     |     |
| Діосметин          | –         | –OH   | –     | –OH   | –     | –     | –OH   | –OCH3 | –     | –     |     |
| Пілоїн             | –         | –OH   | –     | –OCH3 | –     | –     | –OH   | –OCH3 | –     | –     |     |
| Велутин            | –         | –OH   | –     | –OCH3 | –     | –     | –OCH3 | –OH   | –     | –     |     |
| Норартокарпетин    | –         | –OH   | –     | –OH   | –     | –OH   | –     | –OH   | –     | –     |     |
| Артокарпетин       | –         | –OH   | –     | –OCH3 | –     | –OH   | –     | –OH   | –     | –     |     |
| Скутеллареїн       | –         | –OH   | –OH   | –OH   | –     | –     | –     | –OH   | –     | –     |     |
| Гіспідулін         | –         | –OH   | –OCH3 | –OH   | –     | –     | –     | –OH   | –     | –     |     |
| Сорбіфолін         | –         | –OH   | –OH   | –OCH3 | –     | –     | –     | –OH   | –     | –     |     |
| Пектолінарігенін   | –         | –OH   | –OCH3 | –OH   | –     | –     | –     | –OCH3 | –     | –     |     |
| Цирсимаритин       | –         | –OH   | –OCH3 | –OCH3 | –     | –     | –     | –OH   | –     | –     |     |
| Міканин            | –         | –OH   | –OCH3 | –OCH3 | –     | –     | –     | –OCH3 | –     | –     |     |
| Ізоскутеллареїн    | –         | –OH   | –     | –OH   | –OH   | –     | –     | –OH   | –     | –     |     |
| Запотінін          | –         | –OH   | –OCH3 | –     | –     | –OCH3 | –     | –     | –     | –OCH3 |     |
| Запотин            | –         | –OCH3 | –OCH3 | –     | –     | –OCH3 | –     | –     | –     | –OCH3 |     |
| Церосилін          | –         | –OCH3 | –OCH3 | –     | –     | –     | –OCH3 | –     | –OCH3 | –     |     |
| Алнетин            | –         | –OH   | –OCH3 | –OCH3 | –OCH3 | –     | –     | –     | –     | –     |     |
| Трицетин           | –         | –OH   | –     | –OH   | –     | –     | –OH   | –OH   | –OH   | –     |     |
| Трицин             | –         | –OH   | –     | –OH   | –     | –     | –OCH3 | –OH   | –OCH3 | –     |     |
| Коримбозин         | –         | –OH   | –     | –OCH3 | –     | –     | –OCH3 | –OCH3 | –OCH3 | –     |     |
| Непетин            | –         | –OH   | –OCH3 | –OH   | –     | –     | –OH   | –OH   | –     | –     |     |
| Педалітин          | –         | –OH   | –OH   | –OCH3 | –     | –     | –OH   | –OH   | –     | –     |     |
| Нодифлоретин       | –         | –OH   | –OH   | –OH   | –     | –     | –OCH3 | –OH   | –     | –     |     |
| Яцеозидин          | –         | –OH   | –OCH3 | –OH   | –     | –     | –OCH3 | –OH   | –     | –     |     |
| Цирсіліол          | –         | –OH   | –OCH3 | –OCH3 | –     | –     | –OH   | –OH   | –     | –     |     |
| Еупатілін          | –         | –OH   | –OCH3 | –OH   | –     | –     | –OCH3 | –OCH3 | –     | –     |     |
| Цирсілінеол        | –         | –OH   | –OCH3 | –OCH3 | –     | –     | –OCH3 | –OH   | –     | –     |     |
| Еупаторін          | –         | –OH   | –OCH3 | –OCH3 | –     | –     | –     | –OCH3 | –OH   | –     |     |
| Синенсетин         | –         | –OCH3 | –OCH3 | –OCH3 | –     | –     | –     | –OCH3 | –OCH3 | –     |     |
| Гіполаетин         | –         | –OH   | –     | –OH   | –OH   | –     | –OH   | –OH   | –     | –     |     |
| Онопордин          | –         | –OH   | –     | –OH   | –OCH3 | –     | –OH   | –OH   | –     | –     |     |
| Війтин             | –         | –OH   | –     | –OCH3 | –OCH3 | –OCH3 | –OH   | –     | –     | –     |     |
| Невадензин         | –         | –OH   | –OCH3 | –OH   | –OCH3 | –     | –     | –OCH3 | –     | –     |     |
| Ксантомікрол       | –         | –OH   | –OCH3 | –OCH3 | –OCH3 | –     | –     | –OH   | –     | –     |     |
| Тангеретин         | –         | –OCH3 | –OCH3 | –OCH3 | –OCH3 | –     | –     | –OCH3 | –     | –     |     |
| Серпилін           | –         | –OH   | –     | –OCH3 | –OCH3 | –OCH3 | –OCH3 | –OCH3 | –     | –     |     |
| Судахітин          | –         | –OH   | –OCH3 | –OH   | –OCH3 | –     | –OCH3 | –OH   | –     | –     |     |
| Ацерозин           | –         | –OH   | –OCH3 | –OH   | –OCH3 | –     | –OH   | –OCH3 | –     | –     |     |
| Гіменоксин         | –         | –OH   | –OCH3 | –OH   | –OCH3 | –     | –OCH3 | –OCH3 | –     | –     |     |
| Гарденін D         | –         | –OH   | –OCH3 | –OCH3 | –OCH3 | –     | –OH   | –OCH3 | –     | –     |     |
| Нобілетин          | –         | –OCH3 | –OCH3 | –OCH3 | –OCH3 | –     | –OCH3 | –OCH3 | –     | –     |     |
| Скапозин           | –         | –OH   | –OCH3 | –OH   | –OCH3 | –     | –OCH3 | –OCH3 | –OH   |       |     |
| Назва              | Структура | R3    | R5    | R6    | R7    | R8    | R2'   | R3'   | R4'   | R5'   | R6' |

## Дослідження
В одному попередньому дослідженні 2021 року споживання флавонів було пов’язане з нижчими ймовірностями суб’єктивного зниження когнітивних здібностей після поправки на вік, загальне споживання енергії, основні недієтичні фактори та особливі дієтичні фактори.